# Friedrich Kriehuber
Friedrich Kriehuber (7. června 1834 Vídeň – 12. října 1871 Vídeň), uváděný i s křestním jménem Fritz a v českých zdrojích Bedřich, byl rakouský malíř a ilustrátor.
Byl synem rakouského portrétisty Josefa Kriehubera (1800 – 1876). Studoval u Waldmüllera na vídeňské malířské akademii, kde již v osmnácti letech získal za své práce první cenu. Zpočátku maloval krajiny, později se zaměřil na podobizny olejovými barvami a kresby na dřevo pro rytiny. Mnoho jeho prací bylo publikováno v časopisech. Např. pražský Světozor otiskl 160 jeho portrétů.
Dlouhodobě trpěl zdravotními obtížemi. Zemřel náhle na plicní onemocnění, krátce poté, co získal prestižní místo profesora na akademii Teresianum.

## Ukázky díla

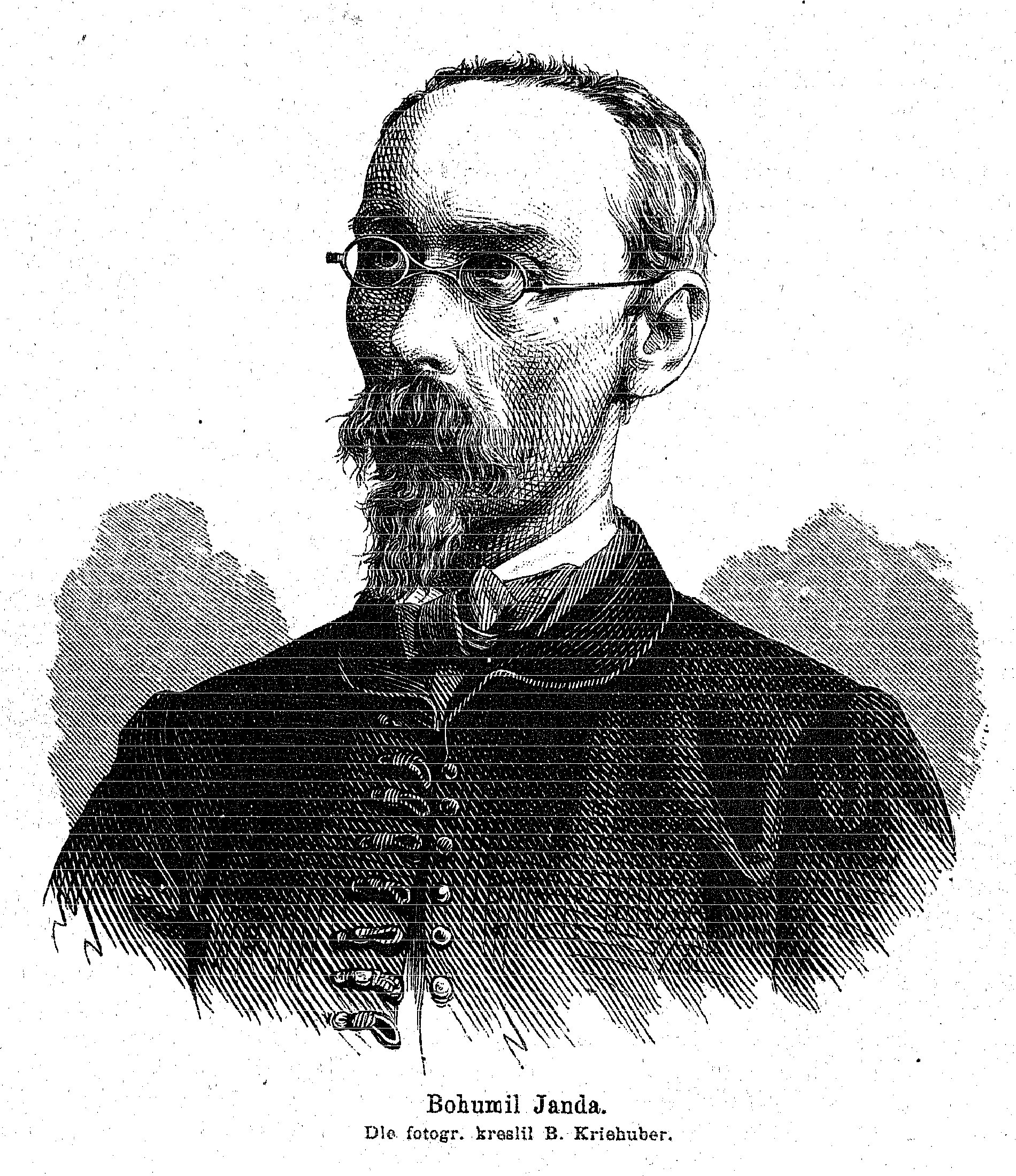
Bohumil Janda Cidlinský
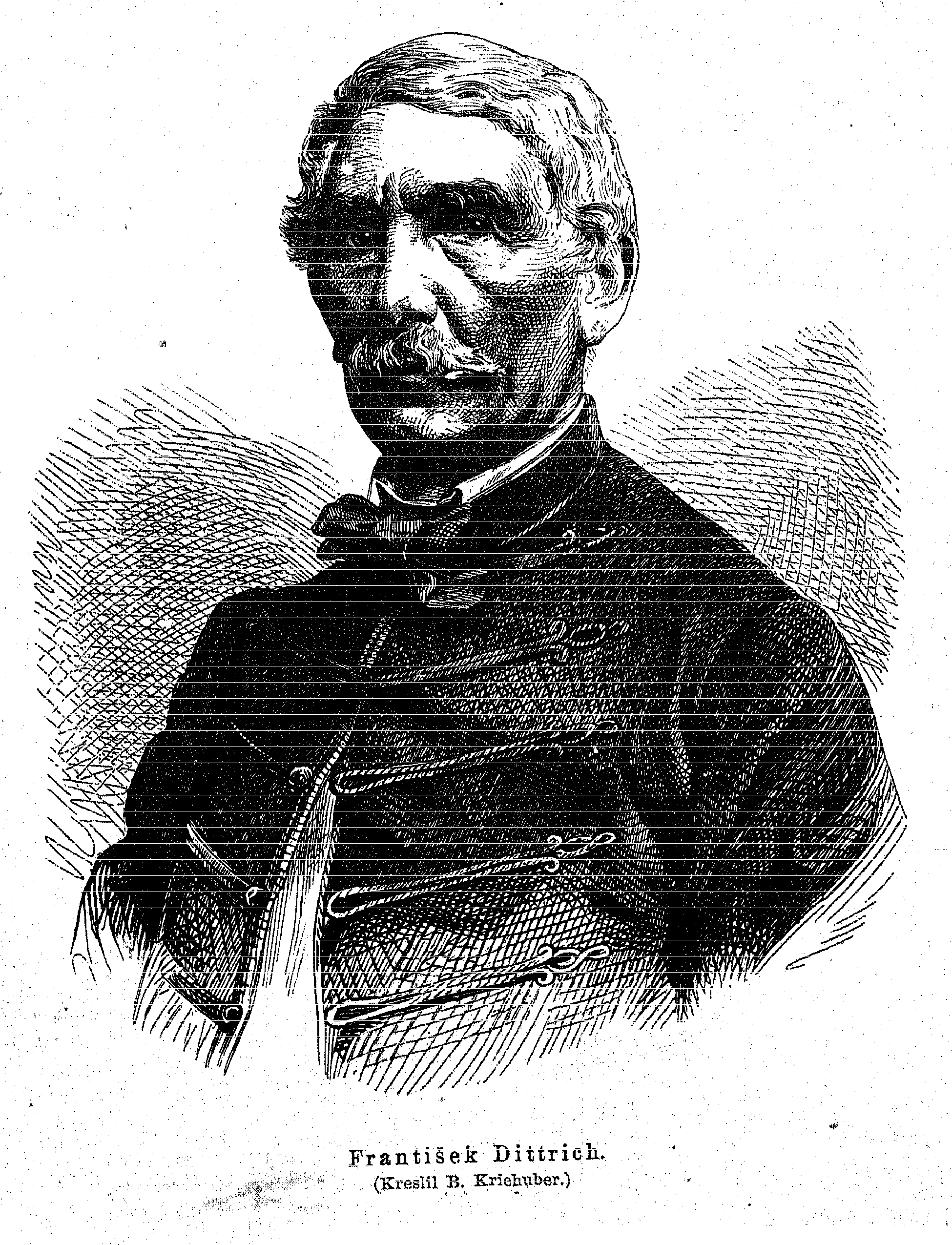
František Dittrich
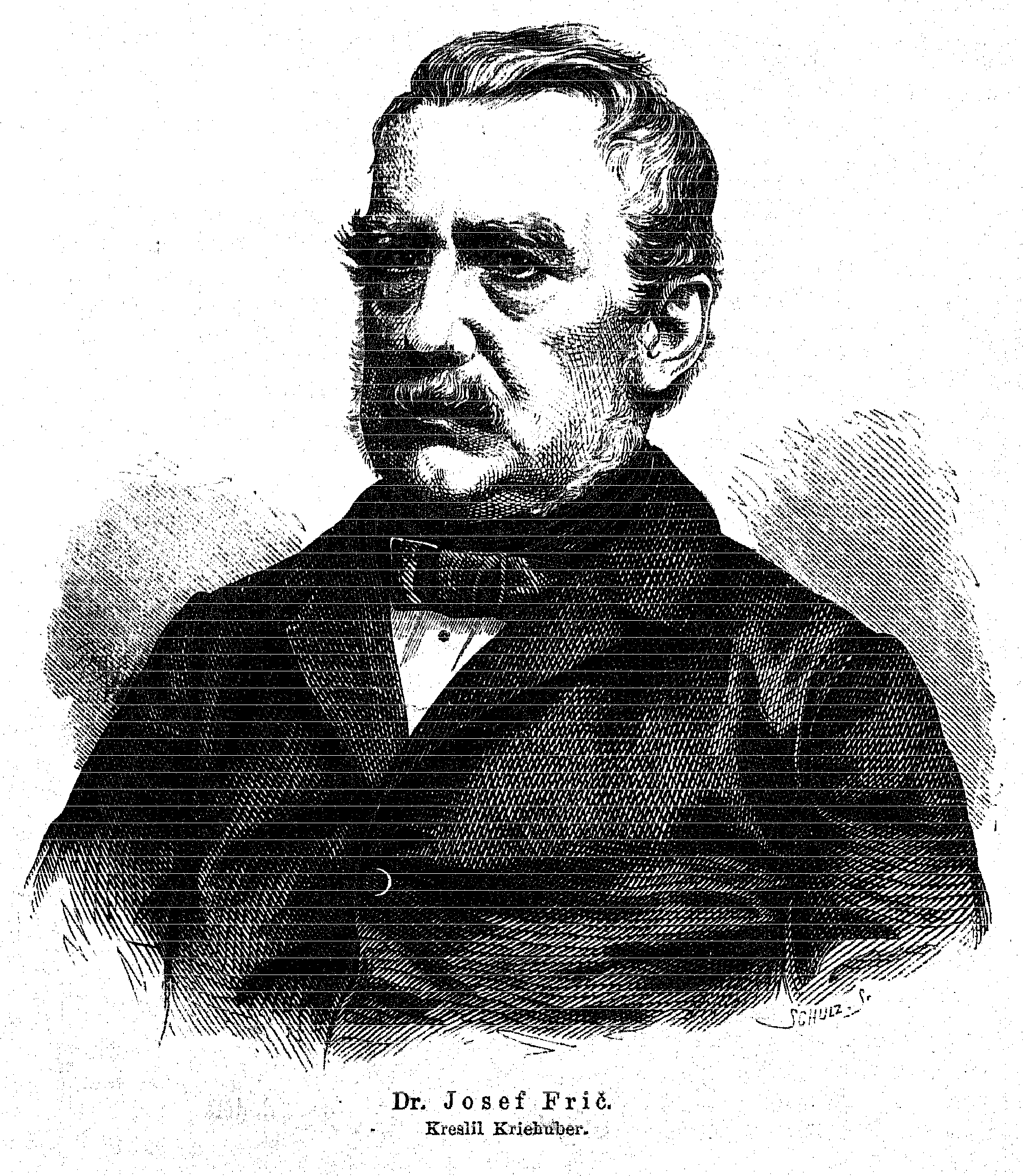
Josef František Frič
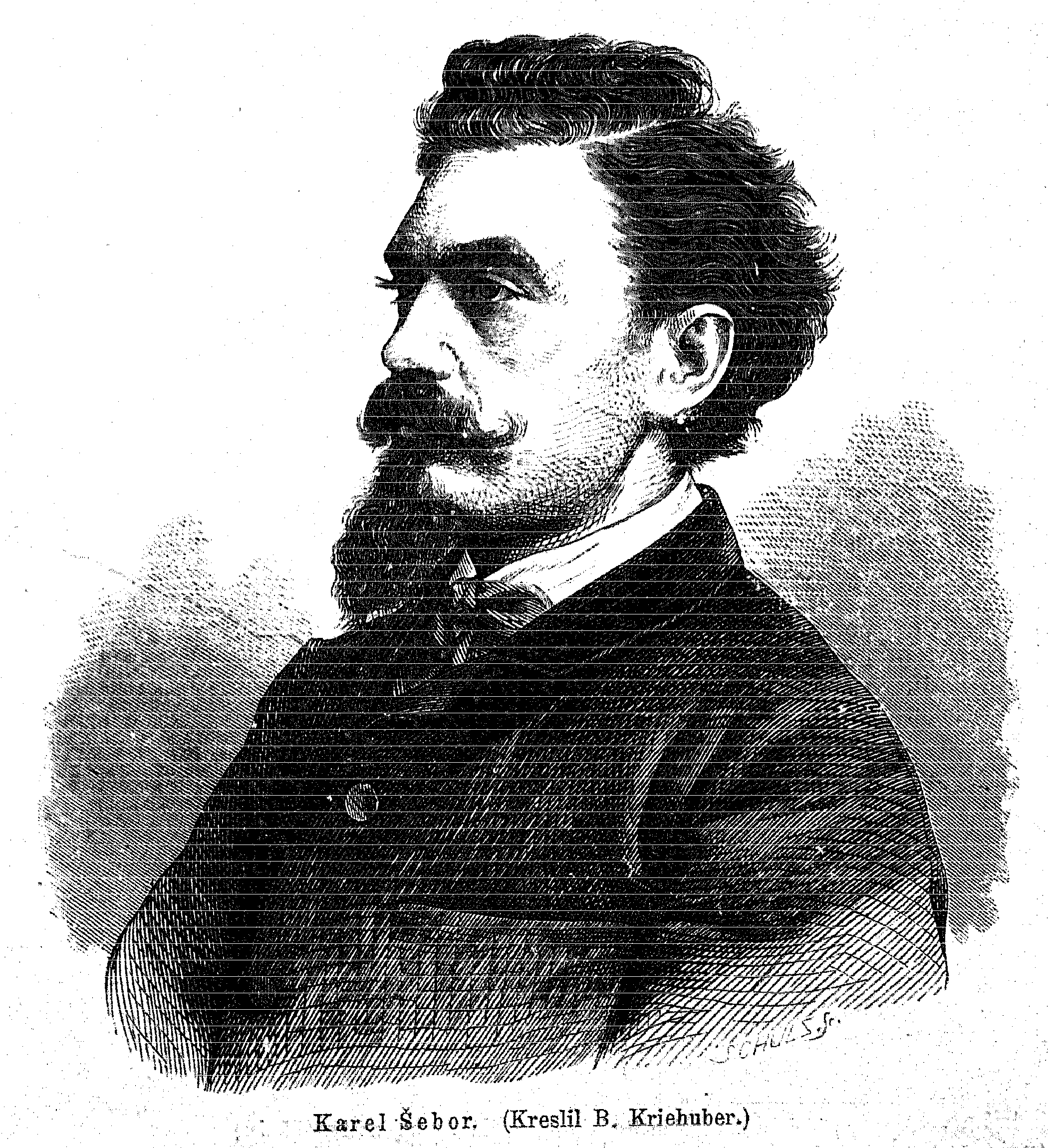
Karel Šebor

## Zajímavost
Přesto, že život prožil ve Vídni a je považován za rakouského umělce, český tisk zanamenal též, že zemřel „...Bedřich Kriehuber, výtečný malíř český.“